# Epeus khandalaensis
Epeus khandalaensis är en spindelart som först beskrevs av Benoy Krishna Tikader 1977.  Epeus khandalaensis ingår i släktet Epeus och familjen hoppspindlar. Inga underarter finns listade i Catalogue of Life.